# Matthew Wilson (pilot)

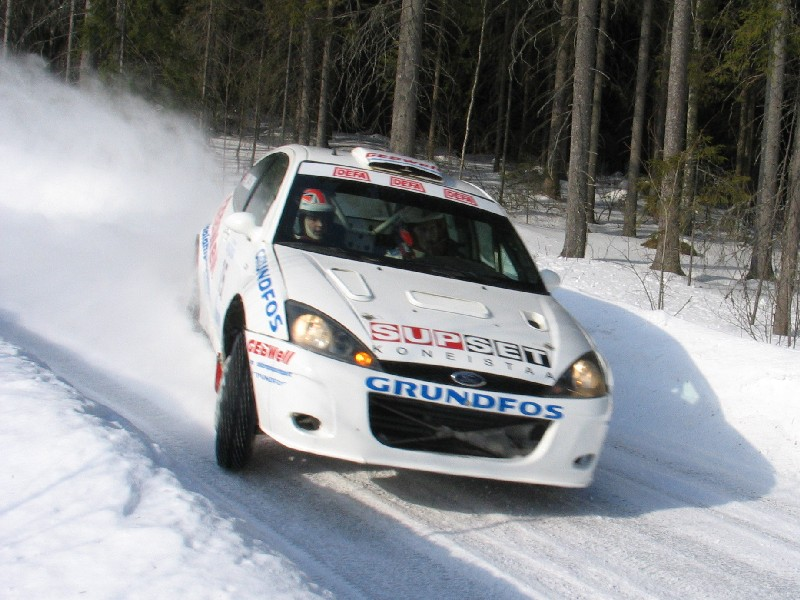
Wilson pilotant un Ford Focus WRC al Campionat finlandès de ral·lis l'any 2005.

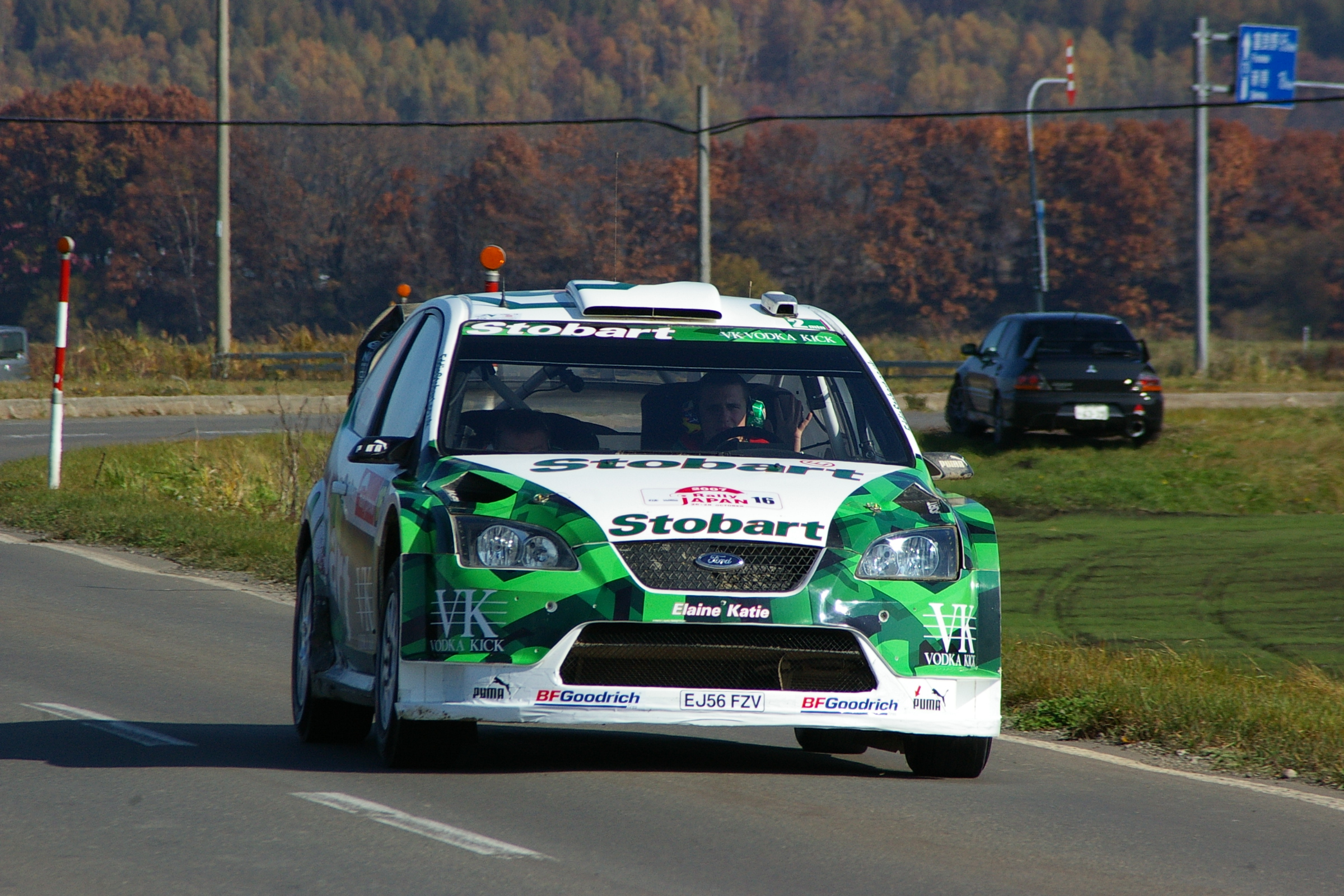
Ral·li del Japó 2007.

Matthew Wilson (Cockermouth, Cúmbria, Anglaterra, 29 de gener de 1987) és un pilot de ral·li, participant habitual del Campionat Mundial de Ral·lis. És fill de Malcolm Wilson, director del equip M-Sport, l'empresa gestora del Ford World Rally Team de ral·lis.

## Trajectòria
Debutà al Campionat Mundial de Ral·lis l'any 2004 al Ral·li de Gal·les gràcies a l'equip M-Sport dirigit pel seu pare, finalitzant en 13a posició. L'any 2005 repetiria ral·li, finalitzant en aquesta ocasió en 15a posició. En paral3lel disputaria el Campionat de Gran Bretanya de Ral·lis.
L'any 2006, amb el debut de l'equip Stobart M-Sport Ford Rally Team, Wilson es convertí en el primer pilot de l'equip, aconseguint un punt al Ral·li de l'Argentina, tot finalitzant el Campionat en 28a posició amb el Ford Focus WRC. Les temporades següents, dins del equip M-Sport, Wilson finalitzà el Campionat Mundial en 28a posició el 2006, en 11a el 2007, 10a posició el 2008 i 7a posició el 2009, 2010 i 2011. El seu millor resultat fou un 4t lloc en el Ral·li del Japó de 2007.
A partir del 2012 tan sols disputa ral·lis del Mundial de forma puntual, sempre dins de l'estructura del equip M-Sport, així com altres probes puntuals d'altres campionats menors i nacionals.